# 东林乡 (武宁县)
东林乡，是中华人民共和国江西省九江市武宁县下辖的一个乡镇级行政单位。

## 行政区划
东林乡下辖以下地区：
东林村、山头村、茶畲村、茅田村、桥头村、白水村和下车村。